# Mount Fraser (Australien)
Der Mount Fraser, ein Vulkankrater, befindet sich fünf Kilometer vor Wallan im australischen Bundesstaat Victoria. 
Der Mount Fraser hat an seinem Fuß einen Durchmesser von 1200 Meter und sein höchster Punkt erreicht eine Höhe von 425 m über dem Meer und 125 Mater über dem Gelände. Der vulkanische Berg hat einen weiten, im Südwesten geöffneten Krater, und einen inneren, der geschlossen ist. Der Vulkan war vor 1,06 bis 0,82 Millionen Jahren aktiv. Auf den südlichen Hängen befindet sich ein Steinbruch und Teile des westlichen und südlichen Kraterrandes sind seit der europäischen Besiedlung zur Steingewinnung abgebaut worden und haben die Kontur des Berges verändert. 
Der Berg ist der größte Vulkankrater um Melbourne und einer der größten in der Newer Volcanics Province. Peridotit-Einschlüsse in der Lava des Mount Frasers führten zu Erkenntnissen über die Entstehung der Newer Volcanics Province. Die Vulkanausbrüche des Mount Fraser füllten einige nördliche Täler der Nebenflüsse des Yarra River mit vulkanischem Material.